# RTL Zvijezde 3: ljetni hit
RTL Zvijezde: Ljetni hit predstavlja treću sezonu hrvatskog pjevačkog show RTL Zvijezde. Show je kreiran prema originalnoj srpskoj verziji talent showa Pinkove zvezde. Treća sezona je s emitiranjem započela 4. svibnja 2019. godine na RTL Televiziji, a s emitiranjem je završeno 22. lipnja 2019. godine.
Glavna nagrada je 50 tisuća kuna, pjesmu Tonči Huljić pod nazivom "Ja bi tija bit" te priliku za nastup na Splitskom festivalu koji će se održati 6. srpnja 2019. godine na Trgu Republike u Splitu.
Pobjednik sezone je Armin Malikić.

## Članovi emisije

### Voditeljica
- Antonija Blaće

### Žiri
- Tonči Huljić - predsjednik žirija
- Petar Grašo
- Nina Badrić
- Andrea Andrassy
- Branko Đurić Đuro[3]

## Nova pravila
1. Žiri neće više mentorirati kandidate kroz svoje timove.
2. Natjecatelji će nakon svog nastupa birati člana žirija s kojim bi u idućem krugu željeli pjevati duet, a žiri će odlučiti hoće li to uisitnu biti tako.
3. Duet je ove sezone moguće pjevati i s Andreom Andrassy, koja je i ovog puta u ulozi 'glasa naroda'.

## Tijek natjecanja
Ovogodišnja sezona prikazana je kroz 8 epizoda. U njih 5 je prikazano 60 kandidata kandidata, a na kraju je žiri odabrao najboljih 10.

### Najboljih 10 kandidata
- Lina Pejovska
- Ivan Vidović
- Filomena Puljiz
- Lucijan Janko Krnic
- Tara Bičević
- Danilo Stankić
- Dženana Manov
- Armin Malikić
- Dominik Heštera
- Andrea Kadić

### Najboljih 7 kandidata
- Lina Pejovska
- Ivan Vidović
- Filomena Puljiz
- Lucijan Janko Krnic
- Dženana Manov
- Armin Malikić
- Andrea Kadić

### Najboljih 5 kandidata
- Lina Pejovska
- Ivan Vidović
- Lucijan Janko Krnic
- Armin Malikić
- Andrea Kadić

### Najbolja 2 kandidata
- Armin Malikić - pobjednik
- Ivan Vidović[4]

## Službena stranica i društvene mreže
- Službena stranica  Arhivirana inačica izvorne stranice od 25. studenoga 2018. (Wayback Machine)